# Richmond (Missouri)
Richmond és una població dels Estats Units a l'estat de Missouri. Segons el cens del 2000 tenia 6.116 habitants.

## Demografia
Segons el cens del 2000, Richmond tenia 6.116 habitants, 2.488 habitatges, i 1.579 famílies. La densitat de població era de 410,0 habitants per km².
Dels 2.488 habitatges en un 33% hi vivien nens de menys de 18 anys, en un 47,5% hi vivien parelles casades, en un 12,2% dones solteres, i en un 36,5% no eren unitats familiars. En el 32,4% dels habitatges hi vivien persones soles el 15,9% de les quals corresponia a persones de 65 anys o més que vivien soles. El nombre mitjà de persones vivint en cada habitatge era de 2,40 i el nombre mitjà de persones que vivien en cada família era de 3,02.
Per edats la població es repartia de la següent manera: un 27,2% tenia menys de 18 anys, un 8,3% entre 18 i 24, un 27,5% entre 25 i 44, un 19,9% de 45 a 60 i un 17,1% 65 anys o més.
L'edat mediana era de 36 anys. Per cada 100 dones de 18 o més anys hi havia 81,6 homes.
La renda mediana per habitatge era de 33.514 $ i la renda mediana per família de 45.186 $. Els homes tenien una renda mediana de 34.500 $ mentre que les dones 20.772 $. La renda per capita de la població era de 18.021 $. Entorn del 8,1% de les famílies i el 10,7% de la població estaven per davall del llindar de pobresa.

## Poblacions més properes
El següent diagrama mostra les poblacions més properes.